# Calavera literària

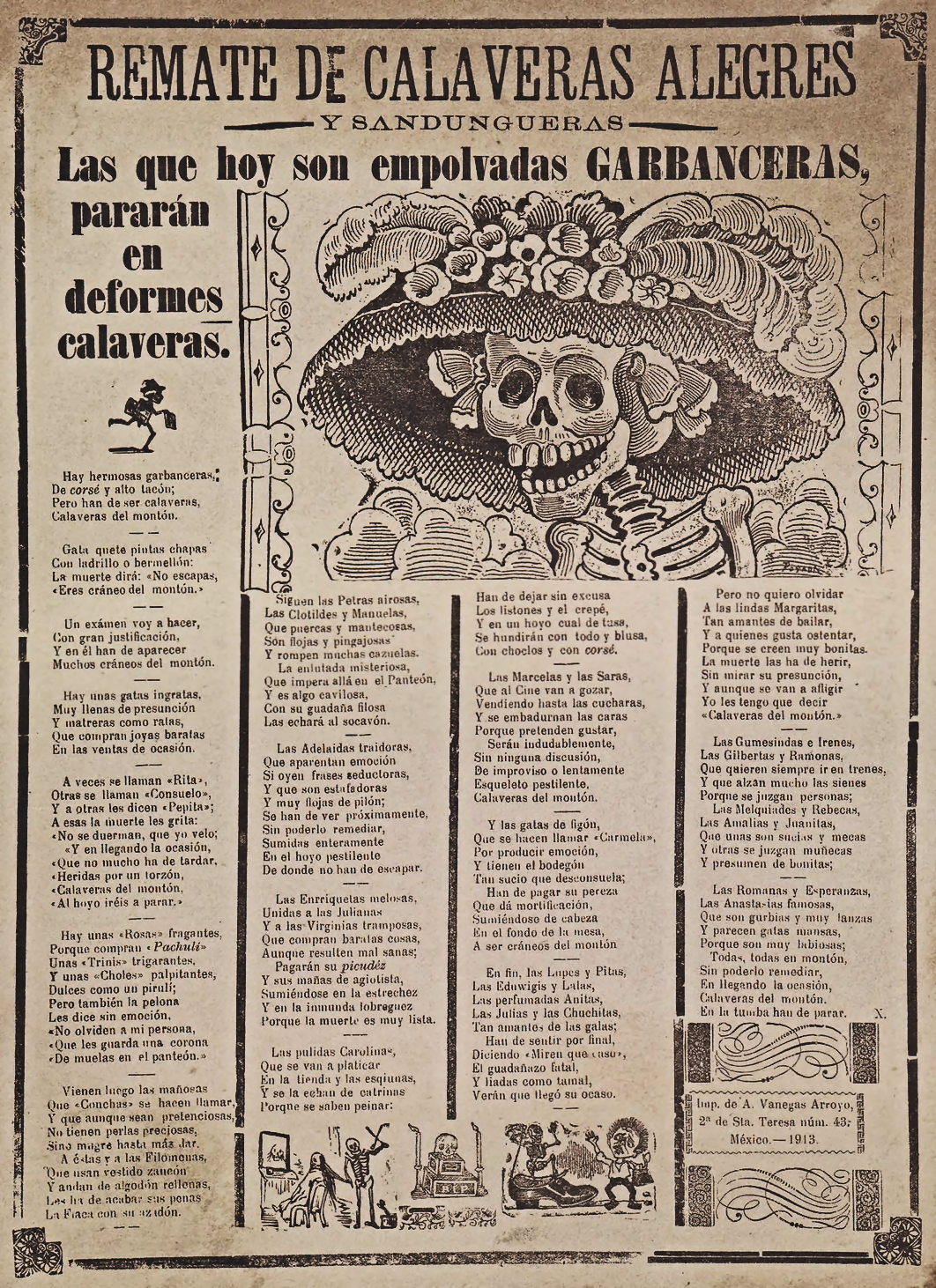
Calavera garbancera, escrita per José Guadalupe Posada.

La calavera literària és una composició en vers tradicional a Mèxic. Solen escriure's en vespres del Dia de Morts.

## Història
El primer antecedent d'una calavera literària, es remet al llibre La Portentosa Vida de la Mort, escrit per fra Joaquín de Bolaños religiós franciscà del Col·legi Apostòlic de Propaganda Fide de Guadalupe, Zacatecas, qui escriu uns versos satírics a un metge.
Antigament coneguts com a panteons, aquests versos van néixer al segle xix a manera d'epitafi burlesc i com a manera d'expressar idees o sentiments que en altres oportunitats seria difícil dir. Van ser freqüentment censurats o destruïts, ja que, pel que s'ha dit anteriorment, també servien com a mitjà per expressar descontentament amb els polítics de l'època. Les primeres calaveres van ser publicades en 1879, en el periòdic El Socialista, de Guadalajara.
Els dibuixos que solen acompanyar els versos són coneguts amb el nom de la Catrina o Calavera Garbancera, figura creada per José Guadalupe Posada i batejada pel muralista Diego Rivera.

## Característiques
- Són versos irreverents, escrits a manera d'epitafis, retratant a les persones com si estiguessin mortes.[6]
- S'utilitzen per canalitzar sentiments que en un altre context seria difícil expressar.
- Solen acompanyar-se de dibuixos de calaveres.
- Són composicions tradicionals mexicanes

Gerardo Murillo —l'àlies del qual és Dr. Atl— en el seu llibre Les arts populars a Mèxic descriu la calavera com de «intenció aguda, eminentment popular, que té la seva força i la seva eficàcia en l'art de dir».
A manera d'exemple del seu ús pur pot citar-se la calavera escrita per José Guadalupe Posada, cridada Revumbio de calaveres:
| « | Quien quiera gozar de veras y divertirse un ratón, venga con las calaveras a gozar en el panteón. Literatos distinguidos en la hediondez encontré en gusanos confundidos, sin ellos saber por qué. Y en gran tropel apiñados Los vendedores corrían contentos y entusiasmados por el negocio que hacían. Cereros de sacristía que roban la cera al rato, que con mucha sangre fría se echan el sufragio al plato. | » |

En Calaveres de les eleccions presidencials, escrita pel famós editor i impressor Antonio Vanegas Rierol en 1919, s'observa una connotació més política, però sense deixar de ser burlesca. Vanegas Rierol proposa com a candidat presidencial a un dels seus escriptors col·laboradors més fidels, Arturo Espinoza àlies “Chóforo Vico”:
| « | Yo os propongo al nunca bien ponderado y grande mico, ilustre Chónforo Vico, escapado de Belén. Prófugo de las Marías, gran maestro en la ganzúa, instruido en San Juan de Ulúa y en la Penitenciaría. Sabe abrir las cajas fuertes y extraer una cartera. Ha sido gran calavera y debe catorce muertes. Elegid pues pueblo amado sin dudar y a tapahocico al muy ilustre y nombrado y noble Chónforo Vico. Después de discursos tales llenos de frases sinceras se fueron las calaveras a las urnas sepulcrales. Salió electo presidente por su real y hermoso pico el notable, el prominente, ilustre Chónforo Vico. | » |